# Syn Boży

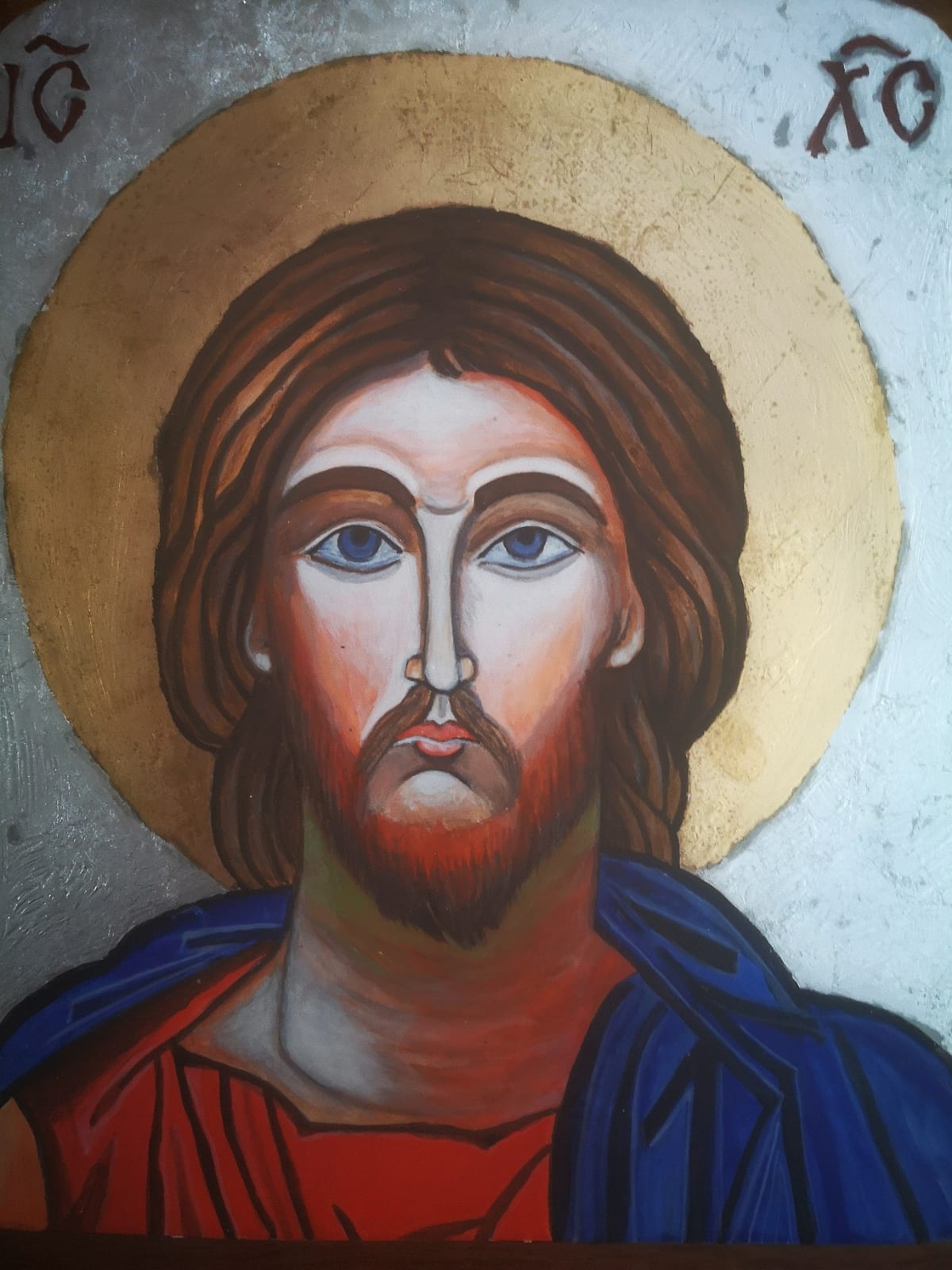
Syn Boży - Ikona

Syn Boży (Syn Boga, Słowo Boże st.pol. Bożyc) – tytuł przysługujący w Nowym Testamencie tylko Jezusowi Chrystusowi.

## Biblia
W Starym Testamencie synami Bożymi kilkukrotnie nazywani są aniołowie, naród wybrany, Izrael, został nazwany pierworodnym synem Bożym (Wj 4,22; Jr 3,19), wreszcie synami Bożymi nazywani są władcy z dynastii Dawidowej. Po zburzeniu Jerozolimy w VI w. p.n.e. tytuł Syn Boży przypisano obiecanemu Mesjaszowi, którego typem był Dawid. Tytuł „Syn” lub „Syn Boży” jest, obok tytułu Χριστός (Pomazaniec, Mesjasz, Chrystus), najważniejszym tytułem chrystologicznym w Nowym Testamencie. Występuje on we wszystkich tradycjach Nowego Testamentu.

## Teologia chrześcijańska
Według większości wyznań chrześcijańskich Słowo Ojca za sprawą Ducha Świętego wcieliło się w człowieka i narodziło się jako Jezus Chrystus, aby przez swoją śmierć na krzyżu i zmartwychwstanie zbawić ludzkość.

### W katolicyzmie
Jezus Chrystus jako Syn Boży, Wcielone Słowo, jest równy Bogu Ojcu i Duchowi Świętemu co do bóstwa, majestatu, wieczności i wszechmocy. Syn Boży ma podwójne narodziny – odwieczne z Boga Ojca i doczesne z Maryi. Jest równocześnie w pełni Bogiem i w pełni człowiekiem (ciało i dusza) – jedną osobą, na którą składają się bóstwo oraz człowieczeństwo, dwie natury połączone unią osobową.

### W wyznaniach antytrynitarnych
W wyznaniach antytrynitarnych uznawany jako syn Boga (filius Dei), ale mu nierówny i niedzielący z Bogiem Ojcem jednej natury – Bóg syn (deus Spiritus sanctus).

## Syn Boży w teologii chińskiej
Teologia uprawiana na kontynencie europejskim oparta jest na pojęciach i definicjach zaczerpniętych z tomizmu, których brak jest w filozofii chińskiej. Z tego względu w teologii chińskiej istnieje osobny artykuł opisujący nieco inaczej Osobę Syna Bożego, a korzystający z dorobku filozofii chińskiej.